# Turciînivka, Ciudniv
Turciînivka (în ucraineană Турчинівка) este localitatea de reședință a comunei Turciînivka din raionul Ciudniv, regiunea Jîtomîr, Ucraina.

## Demografie
Componența lingvistică a localității Turciînivka
     Ucraineană (99,83%)
     Alte limbi (0,17%)
Conform recensământului din 2001, majoritatea populației localității Turciînivka era vorbitoare de ucraineană (99,83%), existând în minoritate și vorbitori de alte limbi.